# System Punto Fijo

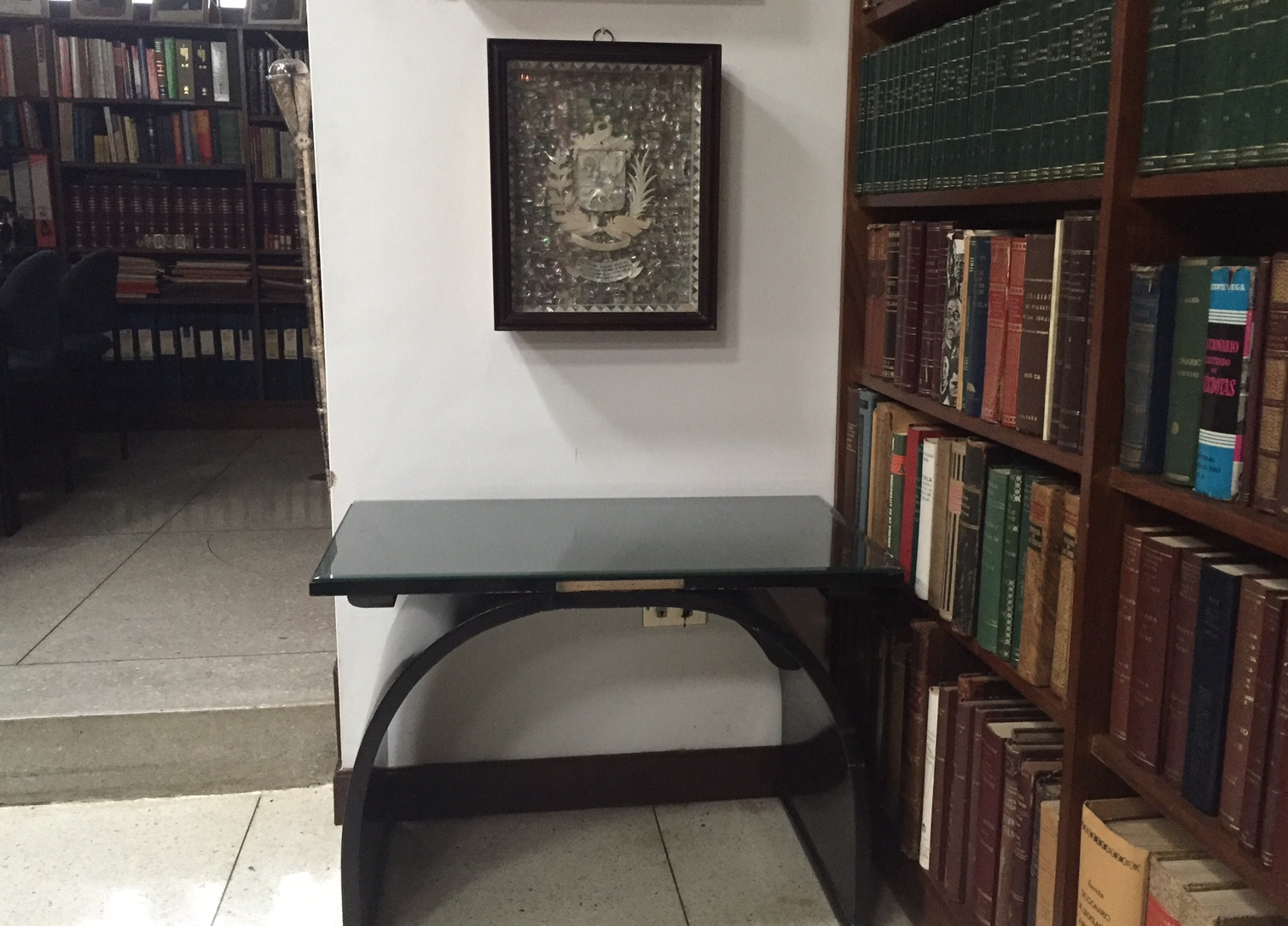
Stół przy którym podpisano pakt Punto Fijo 31 października 1958 w Caracas, Wenezuela

System Punto Fijo (hiszp. Puntofijismo) – określenie systemu politycznego Wenezueli obowiązującego w latach 1958–1993 (lub 1999). Podstawą systemu było porozumienie trzech partii politycznych – Akcji Demokratycznej, Republikańskiej Unii Demokratycznej oraz Niezależnego Komitetu Politycznej Organizacji Wyborczej - w którym wypracowały one wspólną platformę poglądową oraz zobowiązały się do ścisłej współpracy parlamentarnej. 
31 października 1958 przedstawiciele trzech wenezuelskich partii politycznych - Akcji Demokratycznej (AD), Republikańskiej Unii Demokratycznej (URD) oraz Niezależnego Komitetu Politycznej Organizacji Wyborczej (COPEI) spotkali się w Punto Fijo - rezydencji Rafaela Caldery w Caracas. Celem spotkania było ustalenie wspólnej strategii przed wyborami prezydenckimi przewidywanymi na grudzień tego samego roku. Wszystkie trzy partie były zainteresowane utrzymaniem systemu demokratycznego, niedopuszczeniem do rewolucji społecznej ani do nowego wojskowego zamachu stanu. Przywódcy partii uzgodnili, iż w ciągu pięciu kolejnych lat, tj. podczas kadencji prezydenta, który miał być wybrany w grudniu, kierowane przez nich organizacje będą działały według następujących zasad:
- respektowania wyników wszystkich wyborów, szacunku dla konstytucji,
- niezależnie od wyników wyborów, zwycięska partia będzie tworzyła rząd jedności narodowej z udziałem przedstawicieli pozostałych sygnatariuszy porozumienia,
- każdy rząd jedności narodowej będzie realizował program oparty na wspólnie ustalonych założeniach[1].

Chociaż powyższe założenia miały pozostawać w mocy jedynie pięć lat, w rzeczywistości przetrwały do zwycięstwa Rafaela Caldery w wyborach prezydenckich w 1993, lub według innych autorów nawet do 1999, gdy głową państwa został Hugo Chávez. Partie stanowiące strony porozumienia z Punto Fijo doprowadziły w 1961 do zmiany konstytucji wenezuelskiej, wprowadzając do niej zapisy poszerzające kompetencje prezydenta.